# 游吟歌
游吟歌（1962年—），四川秀山人，土家族，中华人民共和国政治人物、第十二届全国人民代表大会河南地区代表。
毕业于西南交通大学马克思理论与思想政治教育专业。加入九三学社。2008年起担任全国人大代表。2013年，担任全国人大代表。担任河南理工大学音乐学院副院长。